# 塔德奧·加迪
塔德奧·加迪（義大利語：Taddeo Gaddi，約1290年—1366年）是一名義大利畫家和建築師。

## 生平
加迪出生於佛羅倫斯，是加多·加迪的兒子。1313年至1337年喬托·迪·邦多內去世前，他是喬托工作室的成員。根據喬爾喬·瓦薩里的說法，他被認為是喬托工作室最有才華的學生：1347年，他在佛羅倫斯最著名的畫家名單中名列前茅。他還是一名商人，並在威尼斯開設分店。他不僅是畫家，也是馬賽克鑲嵌師和建築師。
加迪的主要作品是佛羅倫斯聖十字聖殿巴龍切利小聖堂的《聖母故事》（1328年—1338年）。 後來，他可能還繪製了同一教堂聖器室的櫥櫃瓷磚，這些瓷磚現在被佛羅倫斯學院美術館以及慕尼黑和柏林的博物館收藏。這些作品顯示他掌握了喬托的新風格，並在建築背景中加入個人實驗，如巴龍切利小聖堂中聖母獻身的樓梯。
根據一些學者的說法，加迪參與了羅馬的《斯特凡內斯基三聯畫》。他的其他作品包括伯恩的《聖母像》、第戎的《瑪姬的崇拜》、《約伯的故事》、《帶著孩子的聖母、天使和聖徒》、《聖方濟各的污名化》、《帕托聖母像》以及佛羅倫斯聖芬莉堂聖器室的多幅壁畫。巴塞隆納加泰隆尼亞國家藝術博物館從馬德里提森-博內米薩博物館永久借展了一幅小幅蛋彩畫，創作於1325年，是一張大桌上的耶穌誕生圖。瓦薩里也將老橋的設計和重建歸功於他，但現代學者對此有爭議。
他是阿尼奧羅·加迪和喬瓦尼·加迪的父親。

## 作品

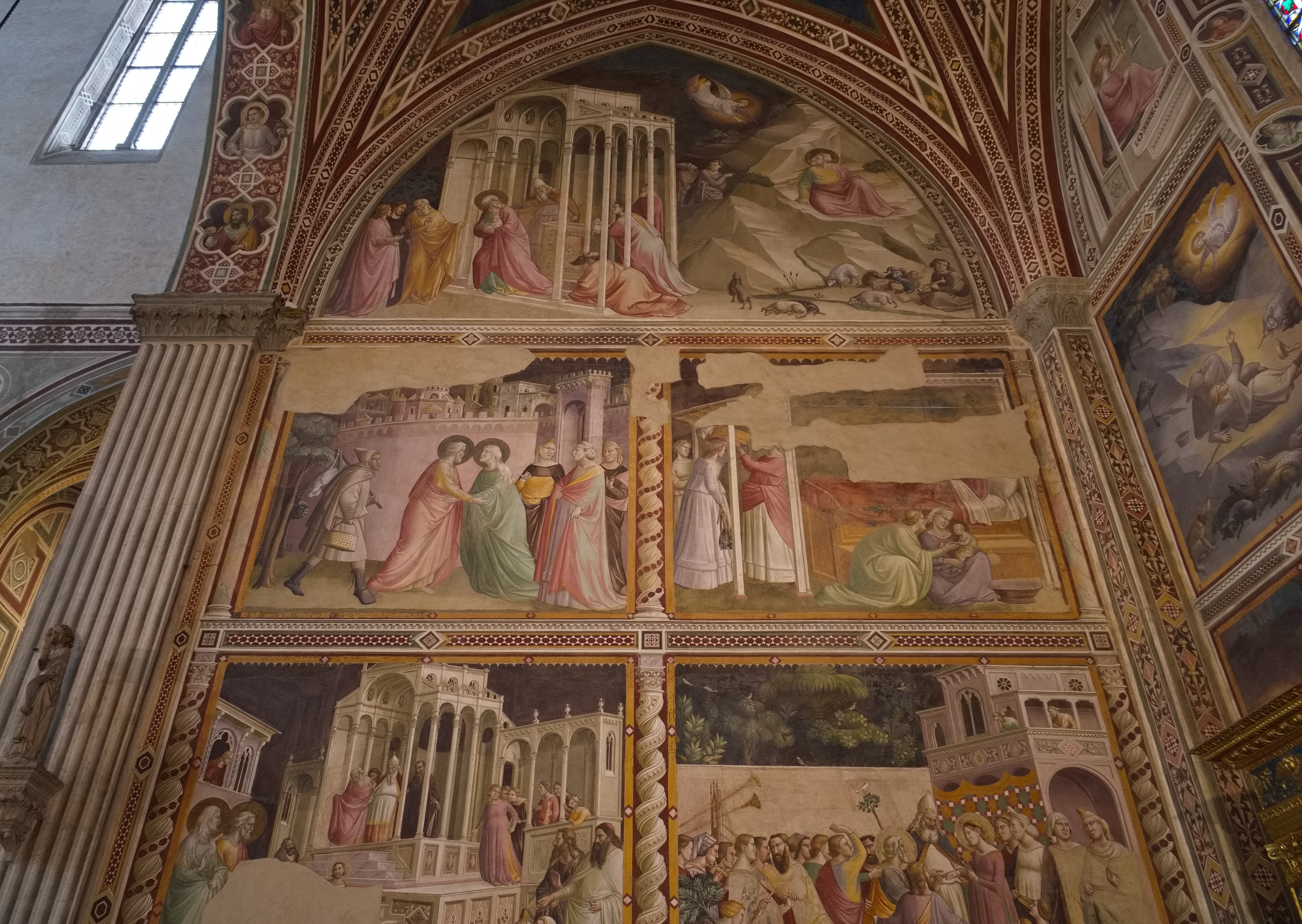
《聖母故事》（北牆），約1330年，佛羅倫斯聖十字聖殿巴龍切利小聖堂
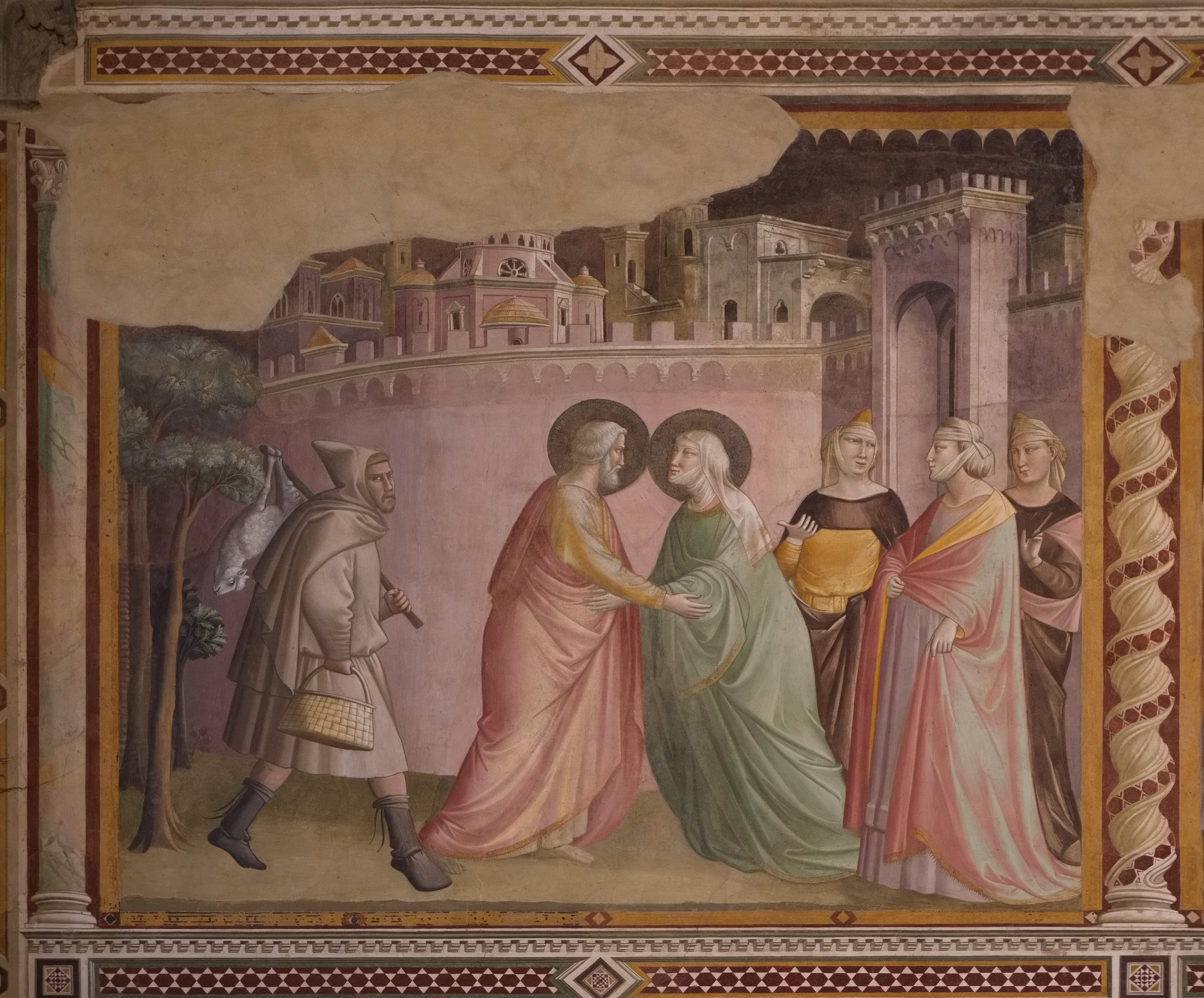
《探望》，約1330年，巴龍切利小聖堂
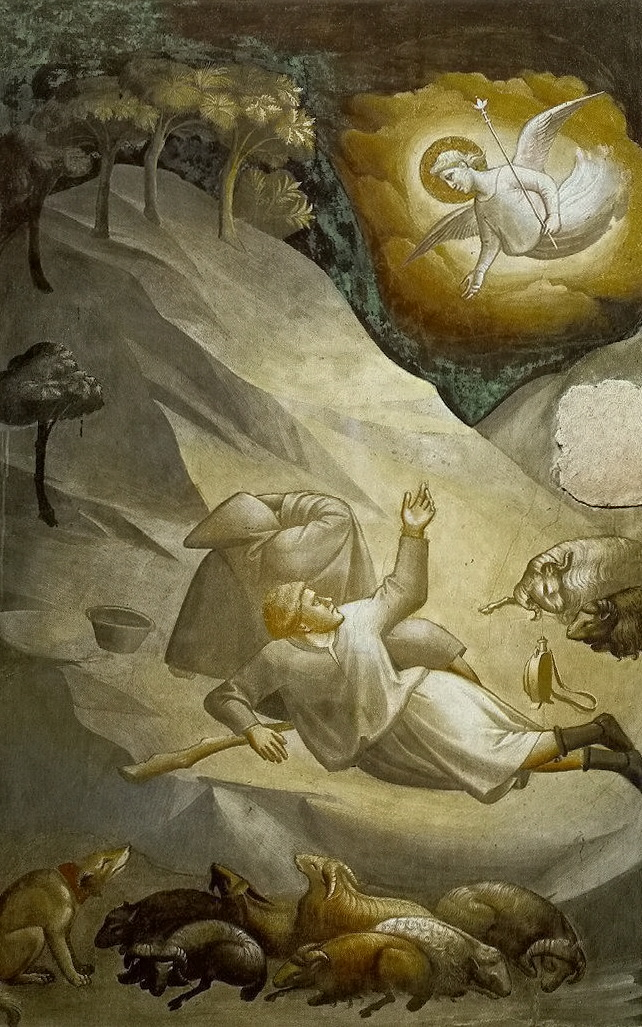
《給牧羊人的報喜》，約1330年，巴龍切利小聖堂
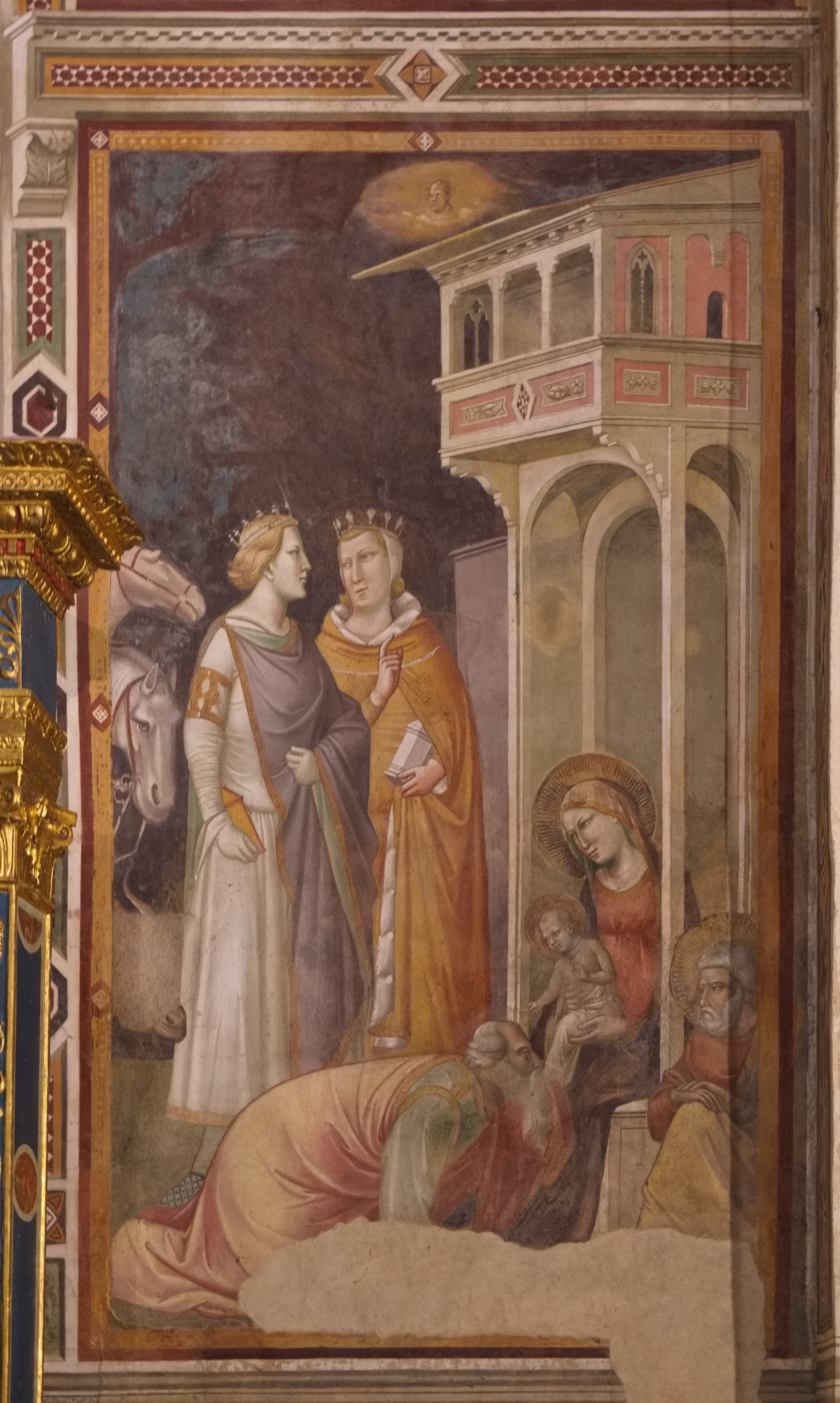
《瑪姬的崇拜》，約1330年，巴龍切利小聖堂
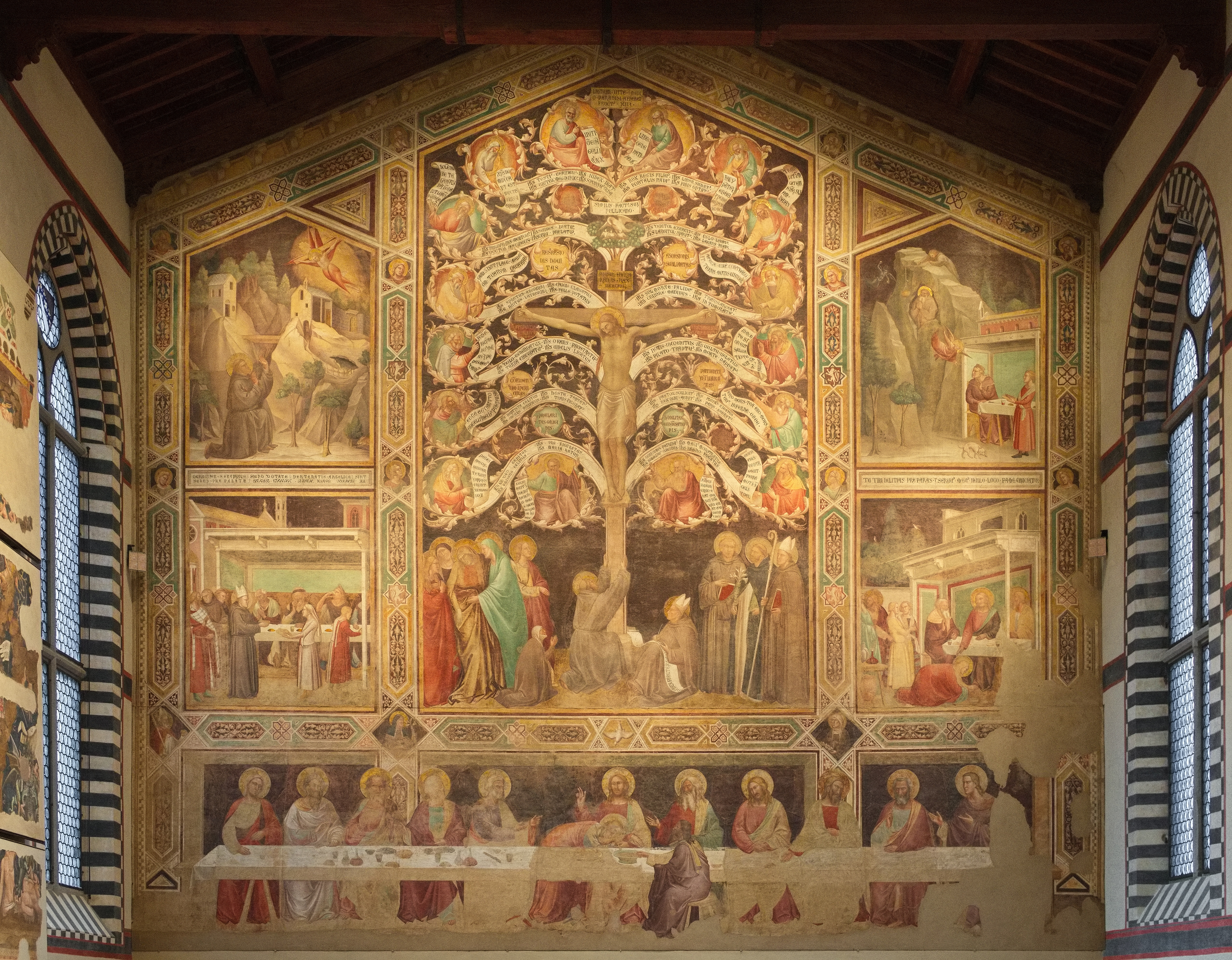
《最后的晚餐，約1330年—1340年，聖克羅切餐廳

## 來源
- . .   [2007-01-29]. （原始内容存档于2023-02-19）.
- . Web Gallery of Art.   [2007-01-29]. （原始内容存档于2023-03-11）.
- . Web Gallery of Art.   [2007-01-29]. （原始内容存档于2023-07-30）.

## 外部連結
- Italian Paintings: Florentine School （页面存档备份，存于）, a collection catalog containing information about Gaddi and his works (see pages: 22–25).
- Rossetti, William Michael. . Chisholm, Hugh  (编).  11 (第11版). London: Cambridge University Press: 383. 1911.